# اسلپتون، دوون

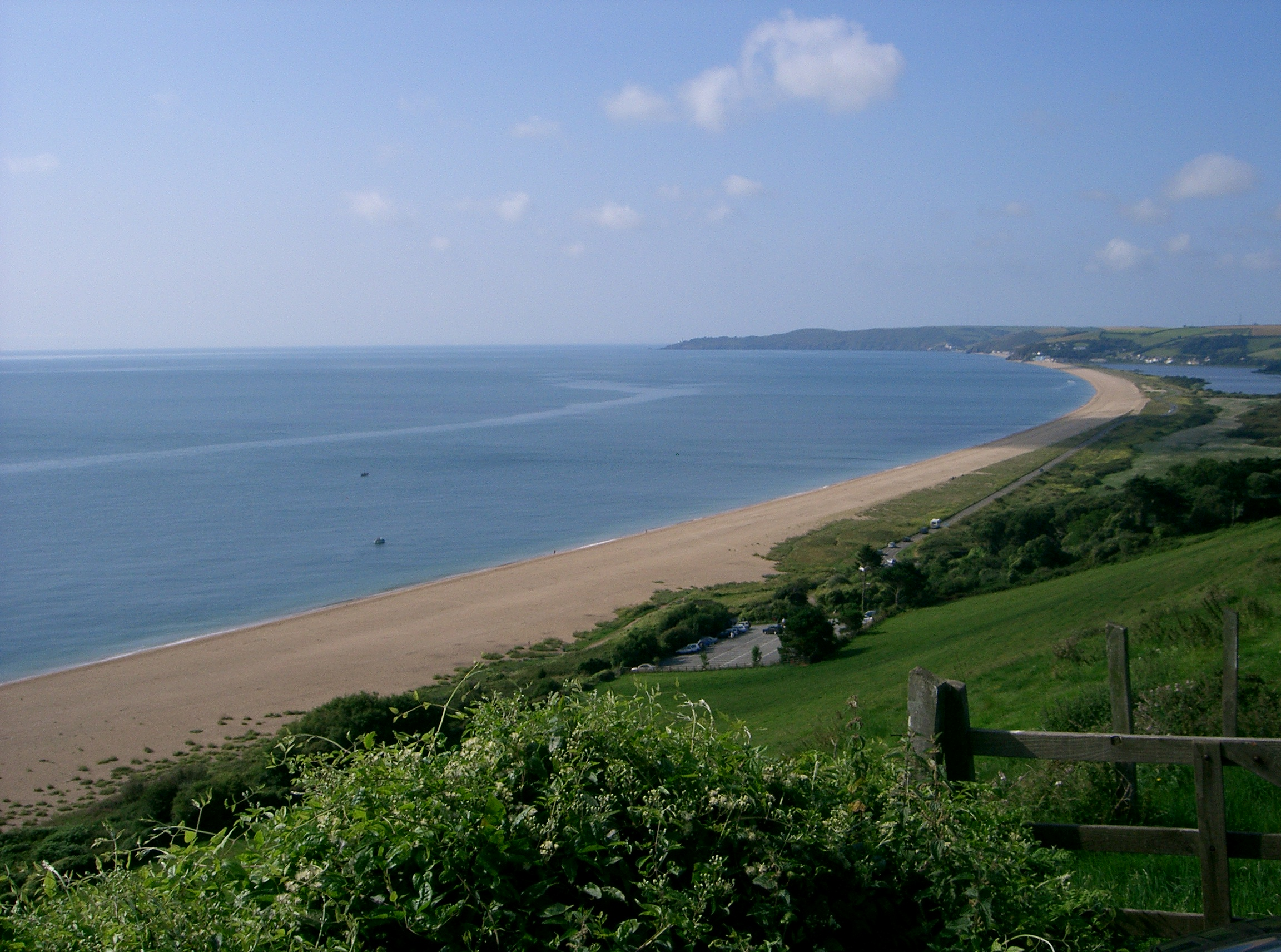

اسلپتون، دوون (انگلیسی: Slapton, Devon) روستایی در همس جنوبی، ناحیه دوون، انگلستان است.